# Железничка станица Лутово
Железничка станица Биоче је једна од железничких станица на прузи Београд—Бар. Налази се насељу Лутово у Главном граду Подгорици. Пруга се наставља у једном смеру ка Братоножићима и у другом према Требешици. Железничка станица Лутово састоји се из 3 колосека.

## Повезивање линија
- Пруга Београд—Бар